# Federico Luigi Menabrea

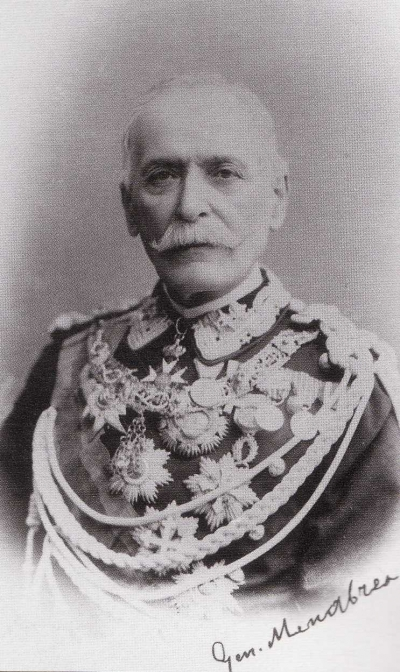
Federico Luigi Menabrea.

Generaal Federico Luigi Menabrea (Chambéry, 4 september 1809 – Saint-Cassin, 24 mei 1896), eerste markies van Valdora, was een Italiaans politicus en diplomaat. Van oktober 1867 tot december 1869 was hij eerste minister.
Hij was een belangrijk wiskundige en militair ingenieur, en een van de oprichters van de moderne scholen van de Italiaanse differentiaalmeetkunde. In de wiskundige theorie van de elasticiteit blijft zijn naam verbonden aan de stelling van extra energie, die kenmerkend is voor een vast voorwerp in evenwicht.

## Levensloop
Menabrea volgde lange tijd onderwijs aan de militaire school van Turijn. Gedurende zijn studies en onderwijs leerde hij de werken van Charles Babbage over mechanisch rekenen kennen, alsook die van Carlo Alberto Castigliano over de resolutie van elastische structuren. Over dit laatste onderwerp wekte Menabrea heel wat controverse door de theorie van Castigliano na diens dood te verleggen, wat hij in een boek publiceerde. In 1870 werd dit bewezen door Joseph Bertrand.
In 1849 werd hij verkozen in het Parlement van Piëmont en raakte bevriend met staatsman Camillo Benso di Cavour. Van 1861 tot 1862 was hij minister van Marine en vervolgens van 1862 tot 1864 minister van Openbare Werken. In 1867 werd hij eerste minister en nam twee jaar later ontslag.
Vervolgens begon hij een loopbaan als diplomaat. Van 1870 tot 1871 was hij ambassadeur in Wenen en van 1876 tot 1882 in Londen. Hij beëindigde zijn carrière als ambassadeur in Parijs, wat hij was van 1882 tot in 1892.
In 1896 overleed Menabrea op 86-jarige leeftijd.